# Bryum angustatum
Bryum angustatum là một loài Rêu trong họ Bryaceae. Loài này được (J.J. Amann) R. Ruthe & Warnst. mô tả khoa học đầu tiên năm 1905.